# InstantGet
InstantGet — условно-бесплатный менеджер закачек для Microsoft Windows с закрытым исходным кодом, разработанный «Kylinsoft, Inc.».

## Возможности
Как и все другие программы подобного рода InstantGet предназначен для загрузки файлов из Интернета или локальной сети с максимальной скоростью.
- Загрузка файлов по протоколам FTP, HTTP и SOCKS.
- Возобновление загрузки файла с последнего места его разрыва (докачка).
- Одновременная загрузка файлов в несколько потоков.
- Загрузка с сайтов, для входа на которые требуется авторизация.
- Поиск в списке задач.
- Вывод звукового сигнала или сообщения по окончании загрузки.
- Интеграция с Windows Explorer и с популярными браузерами.
- Управление программой из командной строки.
- Сортировка загруженных файлов согласно их расширениям.
- Для увеличения скорости передачи файлов по сети способна разбирать их на части.
- Мониторинг URL ссылок в буфере обмена.
- Многофункциональная настройка и работа с прокси.
- Поддержка скинов.
- Отсутствует Adware и Spyware.

## Недостатки
- Закрытый исходный код.
- Отсутствует поддержка 64-разрядных операционных систем.
- Незарегистрированная версия работает 30 дней.
- Отсутствие кроссплатформенности.